# Die Kreuzen
Die Kreuzen est un groupe de rock américain, originaire de Milwaukee, dans le Wisconsin. Leur nom s'inspire d'une phrase de la Bible incorrectement retranscrite en allemand. Ils commencent par jouer du punk hardcore avant de se convertir au rock alternatif.

## Biographie
Le groupe se nomme à l'origine The Stellas. Il comprend Dan Kubinski au chant, Brian Egeness à la guitare, Keith Brammer à la basse, et Erik Tunison à la batterie.
Après avoir contribué aux compilations Charred Remains et The Master Tape, le premier album du groupe est l'EP Cows and Beer. Le premier album studio, qui comprend 21 titres, l'éponyme Die Krzuen, est publié en 1984 et comprend de nouvelles versions des chansons issues de Cows and Beer. Sa suite, October File, publiée en 1986, assiste à un changement musicale passant du punk hardcore à un son plus lent et conceptuel. Leur troisième album, Century Days (1988), incorpore des morceaux au piano et de horns.
En 1989, en projet parallèle, Brammer se joint au groupe Wreck. Il participe aussi au projet Cheap Trick, avec Kubinski et Egeness. Le 1er avril 1992, Egeness quitte le groupe. Peu de temps après, le reste des membres forment Chainfall, avec le guitariste Charles Jordan (S.O.D.A, Nerve Twins). Kubinski et Tunison joue  plus tard au sein de Fuckface, et Brammer joue chez Carnival Strippers. Kubinski formera le groupe Custom Grand. Kubinski jouera chez Decapitado. Egeness s'occupera de la bande originale des films The Astonished Man (2008), Wake Before I Die (2011), et The Weather Outside (2011).
En 2005, un album hommage à Die Kreuzen, Lean Into It - A Tribute to Die Kreuzen, est publié et comprend des reprises de leurs chansons par des groupes et artistes comme Napalm Death, Mike Watt, Voivod, Season to Risk, et Vic Bondi.
En 2011, Die Kreuzen est induit au Wisconsin Area Music Industry (WAMI) Hall of Fame. En 2013, ils jouent au Roadburn Festival aux Pays-Bas.

## Discographie

### Albums studio
- 1984 : Die Kreuzen
- 1986 : October File
- 1988 : Century Days
- 1991 : Cement
- 1993 : Internal (CD promo)

### EP
- 1982 : Cows and Beer'
- 1989 : Gone Away

### Singles
- 1989 : Gone Away/Different Ways (live)
- 1990 : Pink Flag/Land of Treason
- 1991 : Big Bad Days/Gone Away (acoustique)

### Démos
- 1992 : Demo Tape